# Curling Tye Green
Curling Tye Green is een dorp in het Engelse district Maldon in het graafschap Essex. Curling Tye Green komt in het Domesday Book (1086) voor als 'Curlai', met een bevolking van 13 huishoudens.